# Даудзе, Гундарс
Гу́ндарс Да́удзе (латыш. Gundars Daudze; 9 мая 1965 года, Рига) — советский и латвийский врач, латвийский политик. Председатель Сейма Латвии (2007—2010). Член партии «Латвии и Вентспилсу». Главврач Вентспилской больницы, затем член правления «Ventspils slimnīca». Был депутатом Вентспилсской Думы (избран в 2005 г.). Депутат 9, 10 и 12 Сейма Латвии. В 10 Сейме занимал место в президиуме Сейма. В 12 Сейме также занимает место в президиуме.

## Награды
В 2011 году награждён орденом Трёх звёзд II степени.